# Karl Fleschen
Karl Fleschen (Daun, 28 giugno 1955) è un ex mezzofondista tedesco.

## Palmarès
| Anno | Manifestazione  | Sede     | Evento      | Risultato | Prestazione | Note |
| ---- | --------------- | -------- | ----------- | --------- | ----------- | ---- |
| 1976 | Giochi olimpici | Montréal | 1.500 metri | Batterie  | 3'42"09     |      |

## Campionati nazionali
1977
- Oro ai campionati tedeschi occidentali, 5000 m piani - 13'23"4
- Argento ai campionati tedeschi occidentali, 1500 m piani - 3'37"4

1978
- Argento ai campionati tedeschi occidentali, 5000 m piani - 13'24"3
- Argento ai campionati tedeschi occidentali indoor, 3000 m piani - 7'56"15

1980
- Oro ai campionati tedeschi occidentali indoor, 3000 m piani - 7'52"9

1984
- Argento ai campionati tedeschi occidentali indoor, 3000 m piani - 7'55"33

## Altre competizioni internazionali
1974
- 7º all'ISTAF Berlin ( Berlino), 2 miglia - 8'40"0

1976
- Argento ai Bislett Games ( Oslo), 2000 m piani - 5'00"4
- Oro Volta à cidade do Funchal ( Funchal)

1977
- 7º in Coppa del mondo ( Düsseldorf), 5000 m piani - 13'31"7
- Argento al Bauhaus-Galan ( Stoccolma), 5000 m piani - 13'13"88
- Oro all'ISTAF Berlin ( Berlino), miglio - 3'54"7

1981
- Argento all'ISTAF Berlin ( Berlino), 3000 m piani - 7'48"33